# Creoleon cervinus
Creoleon cervinus är en insektsart som beskrevs av Hölzel 1983. Creoleon cervinus ingår i släktet Creoleon och familjen myrlejonsländor. Inga underarter finns listade i Catalogue of Life.